# Eubaphe venustata
Eubaphe venustata là một loài bướm đêm trong họ Geometridae.